# Je Sers
Le Je Sers est  un bateau-chapelle des bateliers, consacré à Saint-Nicolas.
Ce bateau, amarré au quai de la République de Conflans-Sainte-Honorine, est recensé dans l'Inventaire général du patrimoine culturel.

## Historique
Construit par l’État en 1919 à Amfreville dans l'Eure, ce chaland était destiné au transport de charbon. Il est d’abord nommé le Langemark en l’honneur de la commune belge située près d'Ypres, où du gaz moutarde asphyxiant avait été lâché pour la première fois pendant la Première Guerre mondiale, le 22 avril 1915.
Le 2 juin 1919, le chaland obtient son certificat de jaugeage, et le 7 juin de la même année, sa première immatriculation (no 4195 pour l'État français). Le 24 juin 1924, il obtient sa nouvelle immatriculation à Paris (no 9401). Le 8 avril 1936, il est acheté par l'Entraide sociale batelière (cession no 693) du Ministère des Travaux publics. Rebaptisé « Je Sers » par l'abbé fondateur Joseph Bellanger, il est inauguré le 11 novembre 1936 pour l'anniversaire de l'armistice de 1918, et béni par l'évêque de Versailles, Benjamin-Octave Roland-Gosselin.

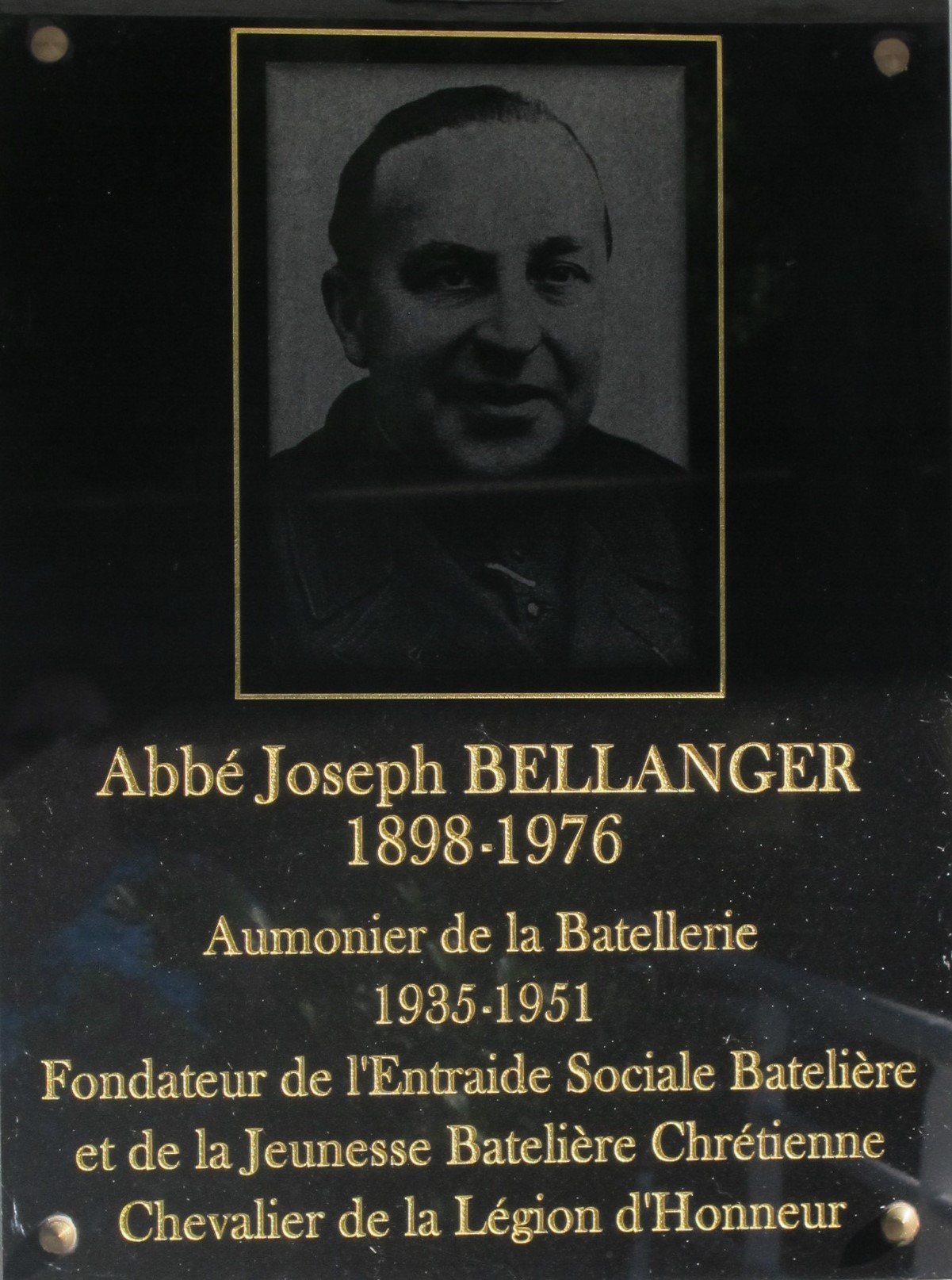
Plaque de l'abbé Joseph Bellanger.

Désormais, la chapelle est toujours la paroisse des mariniers, mais aussi un lieu d’entraide sociale destiné aux marins d’eau douce, aussi bien qu'aux gens « d'à-terre »,. Elle est gérée par une congrégation catholique, les Augustins de l'Assomption.
Depuis 2014, des réfugiés tibétains y sont accueillis. 

## Caractéristiques techniques
- Longueur maximale : 70,26 m
- Largeur maximale : 8,10 m
- Hauteur sous plat-bord : 3,02 m
- Enfoncement maximal : 3,00 m
- Enfoncement actuel à vide : 1,20 m
- Poids à vide avec superstructure : 300 t

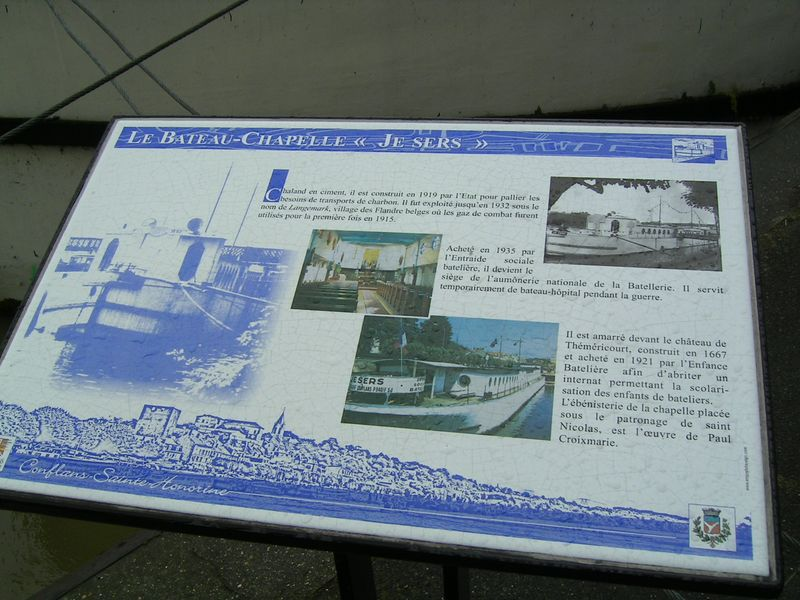
Le panneau.
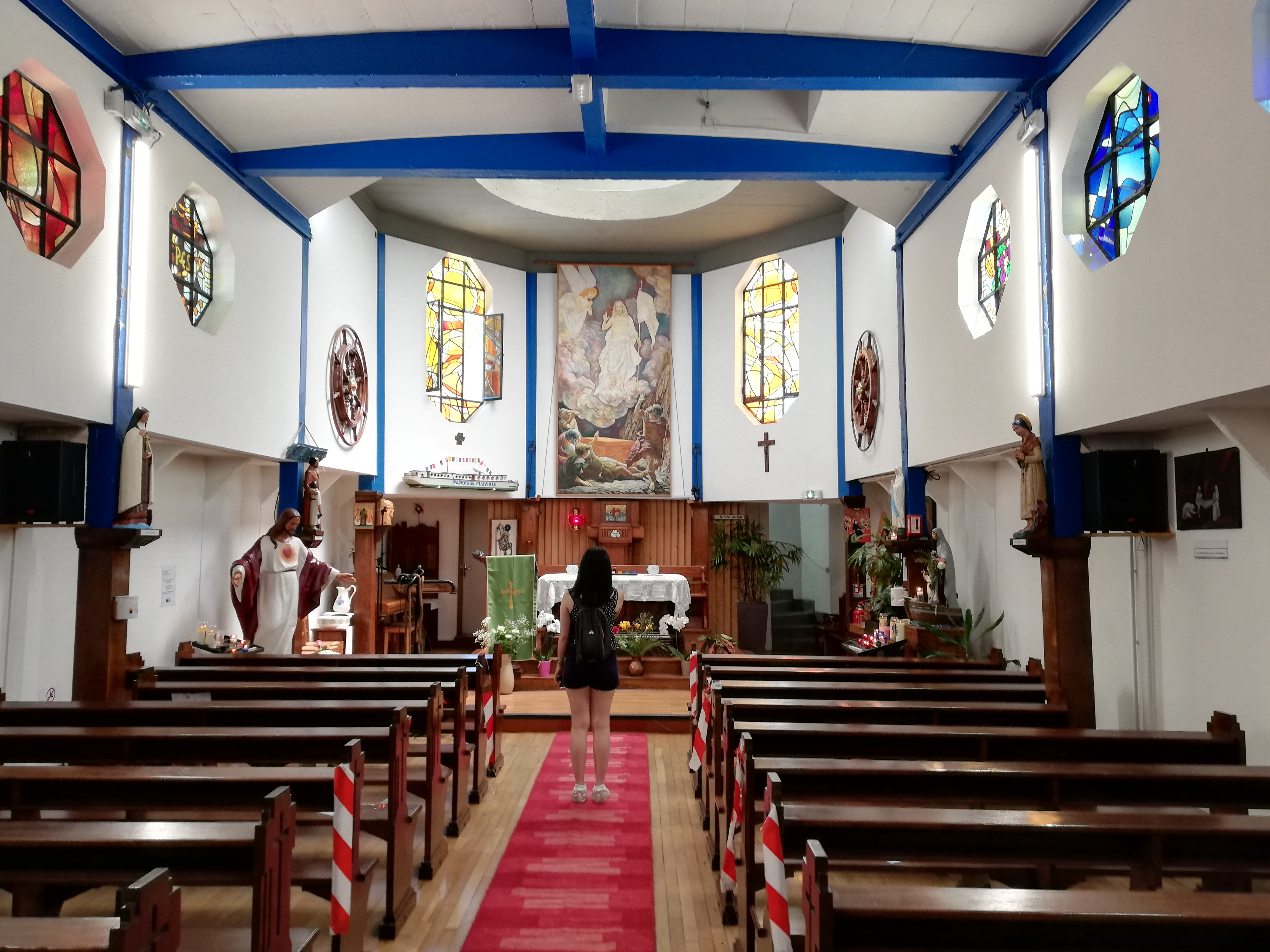
L'intérieur de la chapelle.

## Aménagements
Le bateau chapelle abrite : 
- à l'arrière : une salle de réunion, un vestiaire et une banque alimentaire ;
- au milieu : une salle d'accueil, une exposition d'objets de batellerie, des  panneaux d'informations, une marquise-bureau où se tient une permanence de l'aumônerie des bateliers ;
- à l'avant : une chapelle sous un dôme lumineux en pavé de verre.

## La Pierre Blanche
La Pierre Blanche est une association à but non lucratif régie par la loi du 1er juillet 1901 et fondée en 1988 par le Père Arthur Hervet.
Hébergée sur le bateau, l'association a pour but l'accueil et l'assistance aux personnes privées de droits fondamentaux comme l'accès au logement, à la nourriture ou encore à la santé. l'association vise aussi à les accompagner vers ses différents services tiers (Passerelle Santé, Pôle Insertion), afin de les aider à élaborer leur projet de vie et à devenir citoyen responsable.

### Histoire et objectifs
L'association est créée à Cachan le 18 octobre 1988 par le père Arthur Hervet, religieux assomptionniste, afin d'aider à la réintégration dans la société das jeunes de la rue. Celle-ci lui permet, au travers de nombreuses actions (accueil, hébergement, logement, banque alimentaire, vestiaire), de prendre en charge plus aisément les personnes qui recherchent son aide (sans-papiers, SDF). Le Père Arthur arrive dès l'année suivante sur le bateau Je Sers, géré par l'Entraide Sociale Batelière qui vient en aide aux bateliers exclus de la vie sociale, pour prendre en charge la paroisse batelière. Deux ans plus tard, le siège de l'association y est transféré officiellement.